# Vejen
Vejen är en tätort i Region Syddanmark i Danmark. Tätorten har 10 361 invånare (2024). Den är centralort i Vejens kommun och ligger på Jylland, cirka 22 kilometer väster om Kolding.

## Vikingatida guldfynd
I Vejen fann en grupp amatörarkeologer det största guldfyndet från vikingatiden som hittills gjorts i Danmark. De sju ringarna tillhörde vikingatidens elit, enligt en expert.